# Sávoly, Somogy
Sávoly  este un sat în districtul Marcal, județul Somogy, Ungaria, având o populație de 536 de locuitori (2011). 

## Demografie
Componența etnică a satului Sávoly
     Maghiari (85,1%)
     Romi (9,69%)
     Germani (4,49%)
     Necunoscut (0,72%)
     Alții (0,72%)
Componența confesională a satului Sávoly
     Fără religie (12,5%)
     Reformați (1,68%)
     Luterani (1,12%)
     Necunoscută (84,7%)
Conform recensământului din 2011, satul Sávoly avea 536 de locuitori. Din punct de vedere etnic, majoritatea locuitorilor (85,1%) erau maghiari, existând și minorități de romi (9,69%) și germani (4,49%). Apartenența etnică nu este cunoscută în cazul a 0,72% din locuitori. Nu există o religie majoritară, locuitorii fiind persoane fără religie (12,5%), reformați (1,68%) și luterani (1,12%). Pentru 84,7% din locuitori nu este cunoscută apartenența confesională.